# Dinny Pails
Dennis "Dinny" Pails (Nottingham, 4 de marzo de 1921-Sídney, 22 de noviembre de 1986) fue un jugador de tenis australiano recordado, entre otros, por haber logrado el Campeonato Australiano de 1947.

## Torneos de Grand Slam

### Campeón Individuales (1)
| Año  | Torneo                 | Oponente en la final | Resultado           |
| 1947 | Campeonato Australiano | John Bromwich        | 4-6 6-4 3-6 7-5 8-6 |

### Finalista Individuales (1)
| Año  | Torneo                 | Oponente en la final | Resultado           |
| 1946 | Campeonato Australiano | John Bromwich        | 7-5 3-6 5-7 6-2 2-6 |

### Finalista Dobles (1)
| Año  | Torneo    | Pareja      | Oponentes en la final   | Resultado           |
| 1946 | Wimbledon | Geoff Brown | Tom Brown / Jack Kramer | 3-6 6-2 6-3 3-6 6-3 |